# Uhorniki (gmina)
Uhorniki – dawna gmina wiejska w powiecie stanisławowskim województwa stanisławowskiego II Rzeczypospolitej. Siedzibą gminy były Uhorniki.
Gminę utworzono 1 sierpnia 1934 r. w ramach reformy na podstawie ustawy scaleniowej z dotychczasowych gmin wiejskich: Dobrowlany, Kołodziejówka, Mykietyńce, Podłuże, Podpieczary, Uhorniki, Uzin i Wołczyniec.
Po II wojnie światowej obszar gminy został odłączony od Polski i włączony do Ukraińskiej SRR.